# فيراري إف 355
فيراري إف 355 (بالإنجليزية: Ferrari F355)‏هي سيارة رياضية يتم إنتاجها من قبل شركة فيراري .

## وصلات خارجية
- Official Ferrari Website
- Ferrari 355 Buyers guide and other information